# Jackson Heights
Jackson Heights è un quartiere situato nella zona nord-est del Queens, uno dei cinque borough della città di New York. I confini del quartiere sono a nord East Elmhurst, a est Corona, a sud Elmhurst e a ovest Woodside. Fa parte del Queens Community Board 3.

## Demografia
Secondo i dati del censimento del 2010 la popolazione di Jackson Heights era di 108 152 abitanti, in diminuzione del 4,6% rispetto ai 113 327 del 2000. La composizione etnica del quartiere era: 22,0% (23 781) asioamericani, 17,2% (18 567) bianchi americani, 2,0% (2 210) afroamericani, 0,1% (145) nativi americani, 0,0% (9) nativi delle isole del Pacifico, 0,5% (583) altre etnie e 1,6% (1 736) multietinici. Gli ispanici e latinos di qualsiasi etnia erano il 56,5% (61 121).

## Trasporti
Il quartiere è servito dalla metropolitana di New York attraverso diverse stazioni:
- Jackson Heights-Roosevelt Avenue della linea IND Queens Boulevard, dove fermano i treni delle linee E, F, M e R;
- 74th Street-Broadway, 82nd Street-Jackson Heights e 90th Street-Elmhurst Avenue della linea IRT Flushing, dove fermano i treni della linea 7.